# 炎上 (映画)

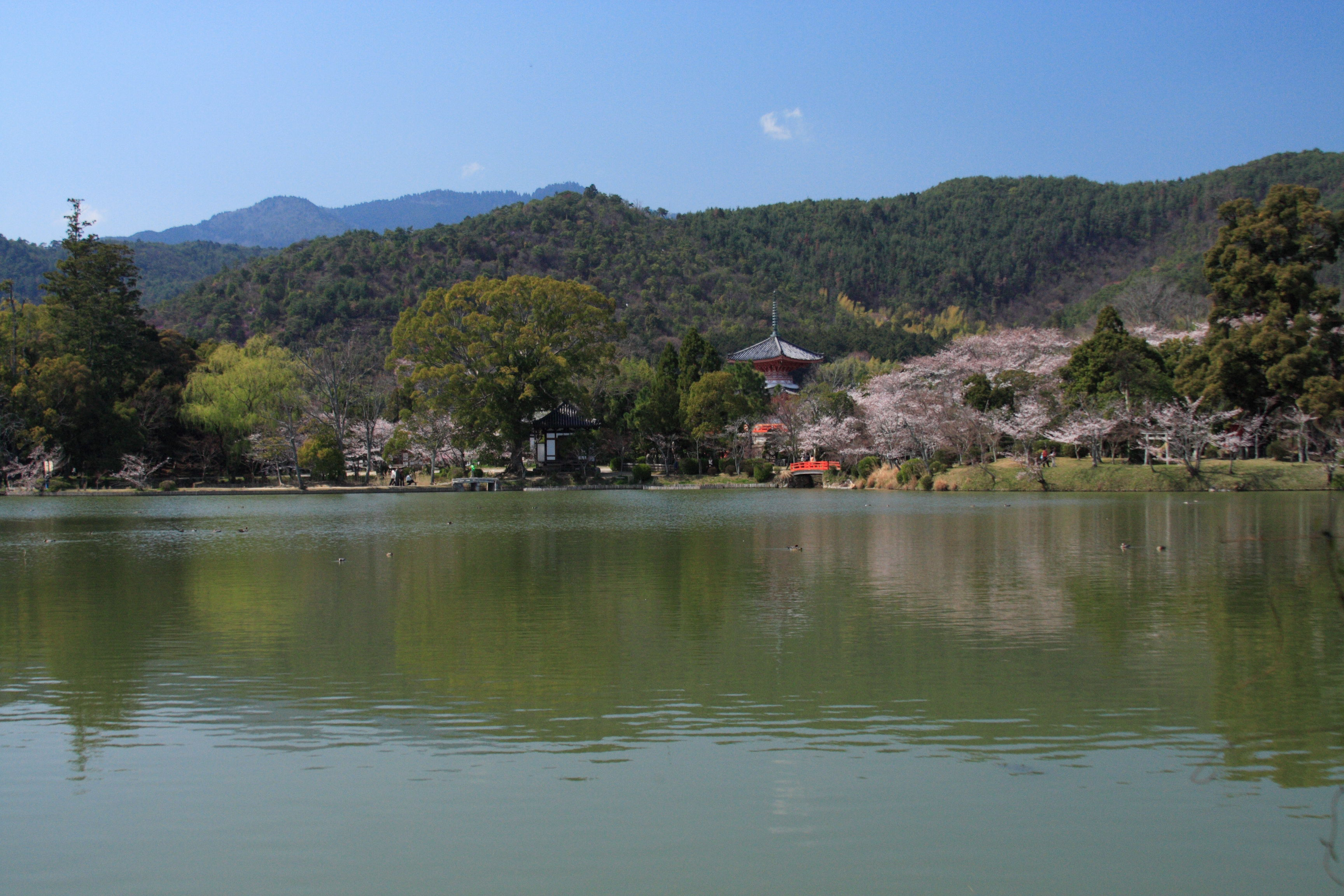
ロケが行われた大覚寺

『炎上』（えんじょう）は、1958年（昭和33年）8月19日公開の日本映画。製作は大映。三島由紀夫の長編小説『金閣寺』をもとに市川崑監督が映画化した99分のモノクロ作品である。
市川崑にとって日活から大映に移籍してから5本目の大映作品で、主演は大映の時代劇俳優・市川雷蔵。デビューから4年目、48本目の映画となる雷蔵の初の現代劇主演作で、吃音症の青年を好演したことで数々の主演男優賞を受賞するなど俳優として高い評価を受けた。
『炎上』は三島文学の映画化作の中でも特に評価が高いというだけでなく、白黒とシネスコで表現された見事な映像美などで映画史に残る傑作の一つとして位置づけられており、市川崑が第一級の監督として広く認められるきっかけとなった作品でもある。なお、映画では「金閣寺」が「驟閣寺」（しゅうかくじ）という名称になっている他、登場人物の名やあらすじの一部が原作と異なるものとなっている。
公開時の惹句は、「汚れた母、信頼を裏切った師、何が彼に放火させたのか、信じるものを失った青年の怒りと反抗！」、「三島、崑、雷蔵この異色トリオが放つ、本年度ベストワンを約束された文芸巨篇」、「金色の国宝に放火してまで、若い魂が反逆し続けたものは…」、「誰も知らない！ 誰も解ってくれない！ 何故おれが国宝に火をつけたかを…」である。併映は、天野信監督の『消えた小判屋敷』（出演：梅若正二、美川純子）。

## 製作の経緯

### 企画から脚本まで

#### 市川崑の監督
大映のプロデューサー・藤井浩明は、人情劇が主流の当時の日本映画に新しい息吹を入れたいという考えの元で、観念的なものでもいいから今までに無いような映画を製作する構想をし、三島由紀夫の小説『金閣寺』が雑誌『新潮』に連載され第1回（1956年1月号）を読んだ時から「これだ」と思っていた。藤井は三島原作で同時期連載の『永すぎた春』の映画企画もすでにやっており、三島作品の映画化に積極的であった。
藤井は市川崑に監督を依頼するが、『金閣寺』を読んでいた市川は文学作品として完成度の高い原作の「素晴らしい名文」の観念世界を映画で表現するのは不可能と考え、「とても僕の手には負えない」と一旦断った。しかし3か月もねばる藤井の熱心さに押され、「自分の手に負えないものを何とか征服したい」という気持ちも起ったために引き受けることになった。

#### 金閣寺住職からの反対
しかし、『金閣寺』の映画化に対して、金閣寺の住職からやめてほしいというクレームが入った。金閣寺だけでなく京都の仏教界も反対し、今後大映には時代劇の撮影はさせないと通達が来た。大映が金閣寺を説得するも、なかなか承認を得られず、社長の永田雅一も困り果て「もうやめろ」と市川監督らに言い出すようになった。
すでに美術スタッフらは真面目な古建築研究者のふりをして寺を訪問し、内部写真をたくさん撮って調べていた。市川監督も京都の実景を撮り始めていたため、いまさらやめたくなく、直に老師を説得するため会いに行き、そこでの話し合いでタイトルを変えることと、寺の名前も「金閣寺」としないことでやっと了承を得た。その際、クレジットに「三島由紀夫の原作『金閣寺』より」と入れることは承諾された。このクレームや、後段で説明する配役変更で製作に入るのが予定よりも半年以上も遅れることとなった。そのため、会社から穴埋め映画を1本作るよう市川監督に打診があり、米国推理小説の『すばらしき罠』を脚色した映画『穴』が製作された。

#### 脚本の難航
市川監督は原作小説の世界観を生かすために構成などを変えることにしたが、脚本家の和田夏十（市川崑の妻）と共にシナリオ作りに難航していた。そのことを藤井浩明が三島由紀夫に話すと、三島は何かの参考になればと「『金閣寺』創作ノート」を貸し、託された藤井が市川監督にそれを渡した。市川監督はそれを参考にしながら夏十と変更点などを練り上げ、新たな脚本が出来上がっていった。
映画化の話があった時、原作者の三島は藤井に、「やりたい様にやってくれ」と任せていたが、元から映画好きの三島は映画への造詣が深く、自作『金閣寺』の映画化にも関心を寄せ、市川監督夫妻とも食事をしながら脚本や原作について様々なディスカッションを交わして映画論争などをした。しかしながら三島は脚本への指示や注文などをすることは全くなく、あくまでも原作者の立場をわきまえ、抽象論しか話さなかったという。

### 配役決定

#### 主役の変更
初め市川崑監督は、主人公の青年僧を現代劇の青春スター・川口浩に決めていた。1957年（昭和32年）4月に、映画『永すぎた春』（1957年5月28日封切）の撮影所（大映多摩川撮影所）を原作者の三島が見学したニュースを伝える新聞記事にも、川口浩主演の次回公開予定の映画が『金閣寺』であると紹介されていた。
川口浩はそれ以前に、市川崑監督の『処刑の部屋』（1956年6月28日封切）で主演しており、市川監督は川口の演技の感触を把握していて再び起用したいと計画していた。大映の重役を務めていた川口松太郎（浩の父親）からも、「よろしく頼むわ」と言われていたため、浩でやっていこうと決めていた。
ところが大映社長の永田雅一から突然「あかん」、「とにかく浩でなくやれ」と理由も分らずに反対された。腑に落ちない市川監督は川口松太郎に永田社長が反対する理由を訊ねてみるも、松太郎も「俺も分からん」と不明であった。市川監督は川口浩にも、「浩、お前からも社長にいえ」と促すが、川口はのんびりしていて、「いやあ、社長がダメだといってるんならダメでしょ。困ったなぁ」と他人事のようにすっかり諦めていた。
困りはてた市川の脳裡にふと、『新・平家物語』で若き日の清盛を演じた市川雷蔵の素晴らしさが思い浮び、直観的に雷蔵を起用することにした。時代劇の二枚目スターが暗い徒弟僧の役を受けるかも危うく、現代劇ということもあり、会社内では、それまでの「美剣士」イメージが壊れてしまうという反対意見や、スタッフからも雷蔵では務まらないのではないかという意見もあった。特に雷蔵の大映入りに尽力した撮影所長の酒井箴は大反対であった。しかし市川監督がまず会社側と交渉すると「本人がいいならOKだ」と返答されたので、直接電話で雷蔵本人に依頼すると、意外にも雷蔵はすぐ承諾し「やりまひょか」と即答だった。

#### 雷蔵の決意
『新・平家物語』で演技に開眼していた雷蔵は、新しい役に挑戦したいという意欲に燃えていた。雷蔵自身は周囲が思うほど二枚目スター意識はなく研究熱心な努力家で、吃音症の学生という翳のある人物を演じることへの抵抗感はなかった。『炎上』公開の前月7月に、雷蔵は後援会の会誌で以下のように語っている。
『金閣寺』の映画化決定を聞いた時、三島由紀夫の脳裡には雷蔵のイメージがあった。そのことを伝え聞いた雷蔵は、ファンでもあった原作者の三島も監督同様に自分を希望していることを知って、より一層の意欲が湧いた。後援会など周囲の反対もあったが雷蔵の意志は固く、雷蔵は会社を説得するのに1年を費やし、最後まで反対だった撮影所長の酒井箴を押し切る形で徒弟僧の役をやることとなった。
美しく化粧をした端正な顔と美声の「美剣士」が、素顔で演じ顔を歪めて吃音を発するという対極的な役柄への挑戦であった。雷蔵が引き受けなければ、映画化自体が流れていたかもしれなかった。宣伝費が所長の反対であまり出されない中、クランクインの前には雷蔵の断髪式が行われ、若乃花、千代の山、栃錦の3人の横綱力士が雷蔵の髪にハサミを入れた。雷蔵は相撲好きであった。
この時ちょうど名古屋場所が行なわれた時期で、横綱3人に京都まで来てもらい「三横綱そろい踏みの断髪式」が実現した。現役横綱が揃って京都を訪れることはそれまでなかったことから、この話題はニュース映画にもなり一般紙の社会面に載るほど注目された。当初宣伝担当者は、金閣寺を背景に村上住職に雷蔵の剃髪をしてもらう「剃髪式」を企画し寺に依頼したが、「うちらは映画作るのやめて欲しいいうてるのに、それをあなた何いうとるのか」と一喝された。断られることはほぼ予想できたが、この「絵になる」の案は捨てがたくダメ元で頼んでみたという。

#### 相手役
市川監督は、雷蔵の時代劇スター独特の台詞回しや身のこなしの技術を駆逐させつつ、雷蔵の演技を現代劇で活かすため、相手役として売り出し中の若手の新劇俳優・仲代達矢を対照的にぶつけることにした。原作で「強度の内飜足」となっている動作の演技は、仲代達矢自身が考えて発明したものだという。仲代がテストでやった歩き方を見て、市川監督は一発でOKを出した。
そして2人がアパートの一室で対峙し、仲代の役の戸刈が罵詈雑言を浴びせ、怒鳴り合う最も難しいシーンからあえて初日の撮影に入り、仲代の演技からの刺激で雷蔵の新たな面を引き出すことにした。雷蔵は新劇の演技に動ずることなく、生身の無手勝流で初めての現代劇で役になりきっていた。
撮影初日の6月7日に大映京都撮影所を見学しに来た三島由紀夫も、記者会見にまで突然引っ張り出された後、戸刈（原作では柏木）の下宿のセットで行われたそのシーンの撮影現場を見ていた。三島はその日の随筆に以下のように書き留めた。
五番町（花街）の遊女の役は、たまたま俳優部にスッピンで歩いていた18歳の中村玉緒が市川崑の目に留まり、「あれだ」と抜擢されたという話と、雷蔵からの推薦があったかもしれないという話の両方ある。
当初は、歌舞伎の名門成駒屋のお嬢さんに女郎役をやらせるなどとんでもない、という大反対意見が会社からあったが、玉緒本人はあっさりと依頼を承諾してしまった。市川監督は、まだ女優になりたてのお嬢さまの玉緒の「ぎこちなさ」を逆に何とか活かそうとし、実際にどう動けばいいのかは、市川自らが玉緒に立ち振る舞いや仕草をやって見せて演技指導したという。

### 映像効果

#### モノクロとシネスコ
撮影は京都撮影所（市川は東宝時代の1952年に『あの手この手』で1本だけ招かれたことがある）と京都ロケで行われた。スケジュールが詰まっていたため、市川監督は冒頭からラストまでの絵コンテを描いてスタッフに見せた。カメラマンは宮川一夫であった。そもそも市川崑が日活から大映に移籍した理由の一つには、モノクロームの芸術的映像美に定評の或る宮川と一緒に仕事をしたいという思いもあったからだった。
宮川一夫の撮影実績は、『羅生門』（1950年）、『お遊さま』（1951年）、『雨月物語』（1953年）などがあり、監督たちから絶対的な信頼を置かれる存在であった。市川は特に『雨月物語』での宮川の撮影技術の見事さに感嘆していた。
市川崑は『金閣寺』映画化製作にあたって会社に、「モノクロ」にすることと、画面サイズを「シネスコ」にすることの2つの要求を出していた。人物間の心理的リアリズムに重きを置き、主人公の孤独な内面をシュールな方法で表現する演出を駆使する印象的なショットが、「モノクロ」と「シネスコ」により効果的になることを市川監督は狙っていた。
会社としてはカラーで金閣寺の「金」を描いてもらいたいという意向があり3か月ほど論争したが、市川崑としては「火が赤くメラメラと燃えたりすると安っぽくなる」と思い、それよりも「白黒の格調」を出したい意図があった。シネスコでの撮影は宮川にとって初で、横長の画面の空間をどう生かすか悩み、撮影中はずっとカメラのファインダーを覗いていて、市川監督は「覗かせてもらうのが大変だった」という。最初の頃は意見が合わず喧嘩をすることもあったが、やがて気持ちが通い合うようになった。人物の単独ショットを中央よりも少し横にずらすなど、市川監督は宮川と一緒に検討しながら撮影し、主人公と母親が対話する夜のシーンなどに「深い情感」が出るように工夫された。特に日本海側の風景は、色がつくと厳しさが出ないと考え、宮川と相談の上で、曇りの日にロケ撮影を狙ったり、雷蔵が崖から海を見る場面で、崖一面に墨汁を噴霧器で撒いて黒を強調させ、冬の厳しさを表現する等の工夫を凝らした。

#### 雷蔵の表現力
市川監督が特に気に入り印象に残った映像は、主人公が新京極の路地を歩く場面であった。主人公の孤独が見事に表現され、俳優の演技を超えた雷蔵自身の内面から滲み出るものも醸し出されていたと語っている。その雷蔵の顔を見て、「この人は役の実体を掴んでいるな、役柄だけじゃなく、役を通して何か自分というものを表出しようとしているな」と市川監督は感じた。
雑踏の中の黒い犬を執拗に描写することで主人公の孤独が表現されている原作を、映画脚本では、主人公の手を嘗めて尾っぽを振った黒犬の跡を主人公が追っていくシーンとなるが、プロデューサーの藤井浩明もその孤独感の漂う場面に、「原作にもシナリオにもない計算を越えた表現が、突然生まれた」ことに驚いたとしている。

#### 炎上シーンの特撮
金閣寺は、大覚寺の池のほとりに原寸大のセットが建てられた。本物の金閣寺は三層だが、「驟閣寺」は二層にした。原作で「おびただしい火の粉が飛び、金閣の空は金砂子を撒いたやう」と表現されている炎上のシーンでは、嵐山の川の中州に2分の1のミニチュアが作られた。それより縮尺が小さいと燃やしても質感が出せず、ハイスピードで撮っても縮尺と分かってしまうからであった。
その2分の1のミニチュアを燃やし、35ミリで撮影してシネスコサイズに伸ばしたものと、通常のものと両方をモンタージュして炎上シーンを作った。夜空に火が燃え上がるシーンでは、ミニチュアを一度派手に燃やしたところ、火の粉が桂離宮の方まで飛んでしまい、桂離宮からひどく怒られてしまった。
そのため河原に運んだカンナ屑を燃やすが、画面に火の粉がほとんど映らず、粒が入っているようなものしか撮れなかった。ラッシュ（部分現像）を見た時に、火の粉が大きすぎて作り物めいて見えるという意見が監督やスタッフから出て、何度もテストが繰り返された。様々なアイデアが飛び交い、金粉を炎の中に混ぜるという案が出た。
美術スタッフは、黒布と餅焼き網のようなものと扇風機を使って金粉を舞わせ、逆光の照明技術も駆使して終盤での金閣炎上の映像をリアルに再現することに成功した。こうした特撮のようなものはスタッフの間では「操撮」と呼んでいたという。

### 音響効果

#### 黛敏郎との大ディスカッション
完成した脚本を読んだ黛敏郎は市川監督に直接、参加を志願する手紙を出し、快諾を得て音楽を担当する事になる。黛は音作りから拘りを見せ、全編にわたって声明を主体とした劇伴が作られた。ところが完成した劇伴と映像が余りにも調和しすぎていたことに市川監督が待ったをかけ、「声明なんていらない。もっと現代的にしてほしい」と要望すると、「いや、これが現代的なんだ」と黛も譲らず、真夜中のダビングルームの表で延々と議論した結果、声明入りの劇伴はタイトルバックのみに使用するという妥協案に落ち着いた。
このタイトルバック音楽は、黛が同じ1958年に発表した代表作『涅槃交響曲』の第4楽章と同様のものである。

## あらすじ
驟閣寺の徒弟・溝口吾市（21歳、小谷大学3年生）は、驟閣寺に放火した疑いにより取調室で調書を取られるが一言も発せず刑事らを手こずらせていた。溝口は小刀と睡眠薬のカルチモンを所持し、胸には自殺しようとした刀傷があった。茫然とした様子の溝口は放火に至るまでの経緯を回想する……。
7年前、舞鶴市の成生岬の小寺の僧侶だった父・承道が亡くなり、父の遺言書により溝口は父の修行時代の友人・田山道詮老師が住職を務める驟閣寺に修行することとなった。驟閣寺の副司は溝口がやって来たことで後継が自分の息子でなく溝口になると考え面白くなく、溝口が吃音症だとわかると「なんや吃りか」と馬鹿にした。その言葉から溝口は、同級生たちに吃音をからかわれ、彼らが尊敬する海軍機関学校に進んだ先輩が持っていた美しい短剣の鞘に醜い傷をつけたことを思い出す。
しかしそんな溝口にも徒弟生活で鶴川という優しい友人が出来た。鶴川は溝口の吃音を全く気にしなかった。鶴川は東京山の手の寺の息子で、溝口同様に修行僧として住み込んでいた。戦争の空襲下であったが、お経だけは吃らない溝口は、美しい驟閣の側で暮せるだけで満足し驟閣の中で死んでもいいと思っていた。だが溝口の母親・あきは、息子が驟閣寺の住職として出世することを望み、食料など手土産を持って老師に挨拶に来たりした。
溝口は母が厭わしくてならなかった。中学生の時、溝口は母が親戚の男と関係している現場を目撃してしまったことがあった。結核の持病で病弱な父も母の不貞を知っていて、その時そっと息子の目を覆った。父は日本海を望む岬に立ち、驟閣ほど美しいものはこの世にない、その美しさを見れば世の中の汚いもの醜いものは忘れられると息子に教えた。だが、その父が守っていた実家の寺も、抵当に入っていたため人手に渡ってしまったと母から告げられた。
戦争が終わり、やがて驟閣寺にも米兵も見学にやって来て俗世のみだらな風俗が群がるにいたった。敗戦から2年後、寺の副司も拝観料の金勘定に勤しんでいた。ある日、米兵と怒鳴り合っている派手な娼婦が驟閣の中に入ろうとするのを見た溝口は、驟閣が汚されると思い女を振り倒してしまった。腹痛に見舞われた女を見た米兵は溝口に礼を言い、煙草を2カートン渡した。娼婦は妊娠中らしかった。
溝口は煙草を老師に渡す時、女を倒した罪を告白しようとしたが言いそびれてしまった。その後、寺に流産した女がクレームを言いに来たらしく、老師が金で片をつけたようであった。溝口は老師に米兵の娼婦を突き飛ばした時の事情を話そうとするが、何も聞こうとしない老師に冷たくあしらわれてしまう。また、母・あきが炊事係として驟閣寺に住み込むようになる一方、友人の鶴川が母親の危篤で東京へ帰ってしまった。
小谷大学も休みがちになった溝口だが、同大学の学生で内反足の障害を持つ孤独な戸刈と友達になろうと近づき、「ドモれ、ドモれ」と叱咤された。溝口は、超越者をきどる戸刈と奇妙な友人関係を結ぶようになるが、戸刈は障害を逆手にとって高慢な令嬢の気を引く大胆な振舞いをして篭絡し、美人の花の師匠も手なずけるような男であった。世の中がどんなに変わろうと驟閣寺は変わらないと言う溝口に、戸刈は永遠なものなどありはしないと反論する。
ある夜、学校をサボっていることを母親にうるさく説教されて外に飛び出した溝口は、夜の新京極の繁華街で老師が芸妓と歩いているのを見かけた。溝口はすぐに路地に身を隠したが、じゃれる黒犬の跡を追ううちに、芸妓と車に乗り込もうとする老師とバッタリ会ってしまい、尾行していたと勘違いされてしまう。
鶴川が事故死したことも知り気落ちする溝口は、戸刈の下宿を訪ねるようになった。戸刈の吹く尺八の美しい音色に溝口は聴き入り、父親の形見だという1本の尺八を戸刈から貰った。戸刈は禅寺の息子であった。祇園の若い芸妓を囲っている老師の裏の顔を話すシニカルな戸刈は、老師の性根を試すため老師の嫌がることをわざとやってみろと溝口をけしかけた。
溝口が芸妓の写真を朝刊に挟んで老師に渡してみたが、無言で溝口の机に写真だけ返されていた。溝口は老師と直に対話を試みるが、老師は芸妓のことも、「知っておるのがどうした」と開き直り、「ゆくゆくは私の後継者にと考えていたが、今はもうその心づもりはない」とあしらった。
溝口は小刀とカルチモンを買い、戸刈から借金した金で故郷の舞鶴に向かい岬から裏日本海の荒れる海を見つめた。実家の寺の門をじっと眺めながら、溝口は父の柩を海岸で火葬した日の花に囲まれた父の死顔を思い出す。1人で宿屋にずっといる溝口を不審がった宿の内儀の通報により、溝口は警官に伴われて驟閣寺に戻って来た。そんな息子を母は泣きじゃくりながら「親不孝者」と詰り、自分ももう寺に居られず、お前のことも野垂れ死にしようがどうなろうと知らない、お前なんか産むんじゃなかった、と吐き捨てて行った。
偽悪的な戸刈が、溝口の借金の利子滞納を老師に言いつけに来た。老師は学生同士で利子は要らないと、元の借金分だけ全額肩代わりして戸刈に渡した。戸刈が帰ると、溝口は老師から貰った授業料を持って戸刈の下宿に立ち寄り利子分を払った。老師への反逆を褒める戸刈に対し溝口はそれを否定しながら、驟閣寺の美を食い物にしている者たちへの失望を語った後、五番町の遊廓に行った。遊女に何もせず話だけし、驟閣がもし焼けたらビックリするかと溝口は訊いた。呑気な女は軽く受け流し、カレンダーの英語は吃らない溝口の声音を褒めたりした。
溝口が寺に帰ると、桑井善海が老師と歓談していた。善海和尚は溝口の父とも修行時代の友人であった。老師は善海和尚に溝口を紹介する時には体裁好く、よう修行に励んでおる、と嘘をついていた。妊娠した芸妓の使いからの電話で老師が席をはずしている間、溝口は善海和尚に「私の本心を見抜いてください」と詰め寄るが、善海和尚は、「見抜く必要はない。何も考えんのが一番いい考えだ」と答えた。
溝口は夜の驟閣寺を見つめながら、「俺のすることはたった一つ残っているだけや」「誰も分ってくれへんなあ」と呟く。一方、老師は驟閣の方にうずくまって跪き、何かを懺悔しているようであった。皆が寝静まった夜中、溝口は驟閣寺に放火した。メラメラと燃え上がる寺に驚いた老師は、「仏の裁きじゃ」と茫然とする。
溝口は汗だくで裏山の方へ駆け上り、苦しい息の中で夜空に舞う美しい驟閣の火の粉を見た。警察に逮捕されて現場検証に伴われた溝口は、燃えた後の驟閣寺の湖水に、美しかった驟閣の幻影を見て苦痛に満ちた表情で目を閉じた。
7年の刑が決まった溝口は手錠をはめられたまま刑事らに連行され、東京行きの汽車に乗った。その2か月前に溝口の母は鉄道自殺していた。汽車の中で黙って何かを思いつめた様子の溝口は、1人の刑事に伴われて便所に行く途中、突然連結部から飛び降りた。自動車で駆けつけた先ほどの刑事らが、線路わきで筵をかけられた溝口の遺体の方に歩いていく。

## キャスト
出典は
- 溝口吾市：八代目 市川雷蔵
- 戸刈：仲代達矢
- 田山道詮老師：二代目 中村鴈治郎
- 溝口あき（吾市の母）：北林谷栄
- 鶴川：舟木洋一
- 溝口承道（吾市の父）：浜村純
- 洋館の女（らん子）：浦路洋子
- 花の師匠：新珠三千代（東宝）
- 副司：信欣三
- 五番町の女（まり子）：中村玉緒
- 桑井善海：香川良介
- 検事：水原浩一
- 護送する刑事A：伊達三郎
- 護送する刑事B：寺島雄作
- 背広の男：上田寛
- 刑事部長：志摩靖彦
- 若い男：五代千太郎
- 東司：石原須磨男
- 東司：浅井福三男
- 捜査係長：藤川準
- 典座：大崎四郎
- 南波：旗孝思
- 西舞鶴の警官：井上武夫
- 士官候補生：浜田雄史
- 宿の内儀：小林加奈枝
- 徒弟：西坂一男
- 徒弟：山本大樹
- 米兵：アレン・R・カワスジー
- 芸妓：宮田暁美
- 街の女：小柳圭子

## スタッフ
出典は
- 監督：市川崑
- 原作：三島由紀夫「金閣寺」
- 脚本：和田夏十、長谷部慶治
- 撮影：宮川一夫
- 音楽：黛敏郎
- 邦楽：中本利生
- 美術：西岡善信
- 助監督：田中徳三
- 照明：岡本健一
- 録音：大角正夫
- 編集：西田重雄
- 記録：中井妙子
- スチール：西地正満
- 製作主任：橋本正嗣
- 企画：藤井浩明
- 製作：永田雅一

## 評価
『炎上』は市川崑監督にとって傑作映画の一つとなるとともに、市川雷蔵もその演技力を高く評価され、第32回キネマ旬報主演男優賞、第9回ブルーリボン賞主演男優賞などを受賞し、雷蔵が俳優として大きく成長しトップスターになる転機となった作品だった。ロンドン映画祭、ベニス国際映画祭にも出品され、イタリアの映画誌『シネマ・ヌオボ』最優秀男優賞を受賞した。
印象深い『炎上』について雷蔵は、「賞をいただいた嬉しさもさることながら、この映画をつくるに当たって傾けた演技以前のひたむきな情熱が、ついにここに花咲き実を結んだという意味で、何にも増しての感激なのです」と語っている。
映画会社のスター・システムの原則を度外視し、時代劇の貴公子イメージの俳優を劣等感に悩む貧困と吃音の青年役に配するという異例の映画であったが、結果として雷蔵の代表作となり、三島由紀夫の取材ノートをヒントに再構成された脚本でリアリズムに仕立てた点も良い結果になり成功の要素となった。監督の市川崑も、「雷ちゃんと撮った中では『炎上』が一番好きです」と語っている。
キネマ旬報ベストテン第4位となった際の点数評価では合計数179点を獲得し、10点満点を付けた評者は押川義行、北川冬彦、酒井章一、淀川長治の4名で、9点の高得点は、岩崎昶、岡俊雄、花田清輝、南博の4名が付けている。
増村保造は、小説の映画化を成功させるポイントを、「小説の複雑な構成を解体し、一つのテエマを見つけ、そのテエマにもとづいて、必要にして十分な要素を採集、もしくは、附加して、それを緊密に再構成すること」だとし、その際に「具体的な音と画で表現出来ない主観的なものは、徹底的に客観的なものに転換しなければならない」と説明し、「〈映画にならない小説〉を見事に映画化した成功例」として『炎上』を挙げて高評価している。
原作者の三島由紀夫は『炎上』の試写を8月12日に見て、「シナリオの劇的構成にはやや難があるが、この映画は傑作といふに躊躇しない」として、以下のように細かく随筆で高評している。後年になっても三島は自作の映画化作品の中で『炎上』が一番の出来栄えだったとしている。
佐藤忠男は、原作小説を基礎にしながらも「平明なリアリズム」として脚本を練り直して描かれた『炎上』の意味を、時代劇の端正なスターが正反対の役柄を演じて成功したことと当時の敗戦後の時代状況と照らし合わせながら高評価している。
日本国外では1964年にニューヨーク映画祭で市川セレクションとして2作品上映されたうちの1つで、ニューヨーク・タイムズは「才能豊かな監督市川崑が若い徒弟が精神崩壊していく様をしっかり組み立てて全体的に優れている。仏教という神聖な世界に入り込んだことで腐敗する世界に若者が苦悩、理想主義的な魂の物語である。皮肉なことにフレームワークは思いやりのある構成でその純真さが全体的な傾向であり、興味深いことに善より悪が重要になっている。寺の副司や学校の生徒から吃音を馬鹿されるシーンや仲代達矢や悲しそうな眼をする中村鴈治郎といった俳優が華麗でこれらの部分は完成されている。この厳かなしっかりした映画は人の悲しい歴史に触れているが、その妥協と腐敗の渦は説得力があり記憶に残る」と述べた。TV Guideは「若者の最後の出来事まで詳述していて素晴らしい」と述べた。

## 受賞歴
- 第32回キネマ旬報ベスト・テン日本映画第4位、主演男優賞（市川雷蔵）[9][25][38][44]
- 第13回毎日映画コンクール男優助演賞（中村鴈治郎）[45][46]
- 第9回ブルーリボン賞ベスト･テン3位、撮影賞（宮川一夫）、主演男優賞（市川雷蔵）、助演男優賞（中村鴈治郎）[25][46][47]
- 1959年2月、NHK映画ベスト･テン2位 シナリオ賞（和田夏十・長谷部慶治）、最優秀主演男優賞（市川雷蔵）[9][25]
- 第20回ベニス国際映画祭 イタリアの映画誌『シネマ・ヌオボ』最優秀男優賞（市川雷蔵）[9][15][25]

## 市川雷蔵と三島由紀夫
市川雷蔵は『炎上』の演技が評価され、男優賞など数々の賞も受賞した。雷蔵はさらに俳優としての力量を発揮し進歩させたいと考え、いたずらに興行的安全を狙った娯楽物だけではなくて「演技のやり甲斐のある芸術性を買われる作品」に出演する心構えが強固になった。
実際の犯罪事件を芸術作品にまで高め、「主人公溝口の美への憧憬と疎外感、難解な観念、そして金閣寺の放火に赴く心理」を一人称独白で紡ぎ出す三島の文章を読みながら、演技を練っていた雷蔵の「役者魂」に火がつき、表現者として大いに感化されたのではないかと大西望は考察し、山内由紀人も、三島作品で俳優として成長した雷蔵が、その後も三島作品の出演を望むのは自然なことと解説している。
『炎上』主演以来、雷蔵はプロデューサーの藤井浩明とも懇意となり、新しい映画や演劇について熱く語り、三島が1961年（昭和36年）に発表した小説『獣の戯れ』の映画化を企画し作品にも出演することを熱望した。しかし、雷蔵自ら演出を川島雄三監督に依頼する計画をしていた矢先に、川島雄三が突然亡くなってしまった。
『炎上』での市川雷蔵の演技に惚れ込んだ三島由紀夫は、1964年（昭和39年）に『勧進帳』の舞台に立つ歌舞伎役者としての雷蔵を「雷蔵丈」と呼んで敬意を表し、今後の俳優人生に期待をかけていた。
雷蔵は多忙の中、三島の小説『剣』が1963年（昭和38年）10月に発表されるやいなや、映画化を自ら企画し主演もした。藤井浩明は作風的に映画化には向かないと考え難色を示したが、雷蔵は『剣』の映画化を熱望した。雷蔵は1964年（昭和39年）の年明けすぐに撮影準備に入り、1月4日、三島も参加している早朝午前4時からの学習院大学剣道部の寒稽古を見学し三島と歓談した。
『剣』は原作発表からわずか5か月の3月14日に映画公開された。その時期の雷蔵は『眠狂四郎』や『忍びの者』の人気シリーズで活躍し大映のスターとして多忙を極めていたが、明けても暮れても同じパターンの映画よりも、自分自身が本当にやりたい作品でリフレッシュしたかったのではないかと藤井は語っている。『剣』の脚本は舟橋和郎であったが、その年の5月23日に公開された映画『獣の戯れ』の脚本も舟橋が担当した。しかしながら雷蔵はスケジュール的多忙からか『獣の戯れ』の出演には至らなかった。
三島は映画『剣』での雷蔵の演技にも感銘し、主人公の国分次郎の肝心な要素である「或るはかなさ」を十全に表現していた雷蔵を評価した。雷蔵は『炎上』では「美」から疎外された人物、『剣』では対極的な、「美」そのものの人物を好演したが、どちらも「反時代的な青年」、印象的な「微笑」を見せるということでは共通し（『金閣寺』では「人生に参与」することを諦めてから溝口は「微笑」し出す）、それが三島文学に登場する「〈美〉を象徴する人物」の特徴であった。
『炎上』の溝口では雷蔵を「この人以上の適り役はない」と語った三島だが、『剣』の国分次郎でも雷蔵は三島にとって適役であった。なお、三島が自作の『憂国』を映画化して上映する時には、雷蔵の『眠狂四郎』か、あるいは勝新太郎の『座頭市』との2本立てにすることを望んだという。
その後、雷蔵は病を患うようになるが、死の3か月前も病床で闘病しながら三島の長編『春の雪』の舞台化を構想し、「仕事がしたい……」と言っていた。『春の雪』の舞台企画を雷蔵と約束して病室を後にした藤井浩明プロデューサーだが、それが雷蔵と顔を合わせた最後となった。『獣の戯れ』や『春の雪』以外にも雷蔵は、映画『華岡青洲の妻』などで一緒に仕事をした増村保造監督に二・二六事件の青年将校の役もやりたいと相談していたという。二・二六事件の将校らは三島が『憂国』や『英霊の聲』で描いた重要なテーマであった。
大西望は、そんなふうに三島作品の出演を熱望した雷蔵について、「一人の俳優が、これほどに三島由紀夫作品を映画化し主演したいと言った例があるだろうか」と述べ、三島自身も雷蔵を気に入っていた共鳴関係を鑑みつつ、分野は違っても「三島と雷蔵の追求していたものが似ていた」としている。そして三島文学に登場する悲劇的な主人公たちの「微笑」を絶妙に演じられる雷蔵の表現力について考察している。
雷蔵が病気で入院している頃、三島は勝新太郎からの強い要望で、映画『人斬り』に出演することとなった。大映京都撮影所に赴き、勝の部屋で本読みの打合せを終えて部屋を出た藤井浩明と三島は、目の前の雷蔵の部屋がひっそりとしているのを覗いて、言葉もなかった。外に出ると三島はしばらくの沈黙の後、「帰京したら雷蔵さんを見舞いに行こうと約束したけれど、あれは止めよう。雷蔵君に会えば『人斬り』出演の話が出るだろう。それは病床に居る雷蔵君を悲しませることになるから…」と、雷蔵の心の中を慮ったという。
雷蔵の死の翌年1970年（昭和45年）11月に三島事件が起こり、三島も亡くなるが、その約2週間前「三島由紀夫展」が池袋の東急百貨店で開催され、藤井はその夜三島と帰途を共にした。文京区の小日向台の雷蔵邸の灯が遠くに見えて来ると、雷蔵の死を残念がっていた三島は、藤井が次に雷蔵の本を出す機会があれば、編集を引き受けると言ったという。すでにその時三島が自死を決意していたのを全く知らない藤井は、その言葉が雷蔵と自分への友情を示す別れの言葉とは気づかず、三島が編集する雷蔵追悼の豪華本を夢見ていた。